# Aphodiini
Tribu
Les Aphodiini sont une tribu d'insectes de l'ordre des coléoptères, de la super-famille des Scarabaeoidea (scarabées), de la famille des Scarabaeidae. Il existe au moins 50 genres et plus de 1 600 espèces décrites rattachées à cette tribu,,

## Systématique

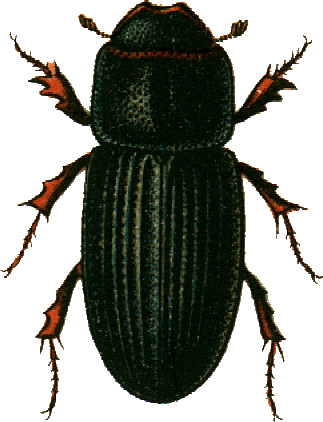
Oxyomus sylvestris.

Cette tribu a été créée en 1815 par le zoologiste britannique William Elford Leach (1790-1836).

## Liste des genres
- Acrossus Mulsant, 1842
- Agoliinus Schmidt, 1913
- Agrilinellus Dellacasa, Dellacasa & Gordon, 2008
- Alloblackburneus Bordat, 2009
- Aphodius Illiger, 1798
- Ballucus Gordon and Skelley, 2007
- Blackburneus Schmidt, 1913
- Calamosternus Motschulsky, 1859
- Caligodorus Gordon & Skelley, 2007
- Cephalocyclus Dellacasa, Gordon & Dellacasa, 1998
- Chilothorax Motschulsky, 1859
- Cinacanthus Schmidt, 1913
- Coelotrachelus Schmidt, 1913
- Colobopterus Mulsant, 1842
- Cryptoscatomaseter Gordon & Skelley, 2007
- Dellacasiellus Gordon & Skelley, 2007
- Dialytellus Brown, 1929
- Dialytes Harold, 1869
- Dialytodius Gordon & Skelley, 2007
- Diapterna Horn, 1887
- Drepanacanthoides Schmidt, 1913
- Eupleurus Mulsant, 1842
- Flaviellus Gordon & Skelley, 2007
- Geomyphilus Gordon & Skelley, 2007
- Haroldiellus Gordon & Skelley, 2007
- Hornietus Stebnicka, 2000
- Irrasinus Gordon & Skelley, 2007
- Labarrus Mulsant & Rey, 1870
- Lechorodius Gordon & Skelley, 2007
- Liothorax Motschulsky, 1859
- Luxolinus Gordon & Skelley, 2007
- Maculaphodius Gordon & Skelley, 2007
- Melinopterus Mulsant, 1842
- Mendidius Harold, 1868
- Merogyrus Gordon & Skelley, 2007
- Neotrichonotulus Dellacasa, Gordon & Dellacasa, 2004
- Nialaphodius Kolbe, 1908
- Oscarinus Gordon & Skelley, 2007
- Otophorus Mulsant, 1842
- Oxyomus Dejean, 1833
- Pardalosus Gordon & Skelley, 2007
- Phaeaphodius Reitter, 1892
- Planolinellus Dellacasa & Dellacasa, 2005
- Planolinoides Dellacasa & Dellacasa, 2005
- Planolinus Mulsant & Rey, 1870
- Pseudagolius Schmidt, 1913
- Rugaphodius Gordon & Skelley, 2007
- Scabrostomus Gordon & Skelley, 2007
- Schaefferellus Gordon & Skelley, 2007
- Setodius Gordon & Skelley, 2007
- Sphaeraphodius Kakizoe, Jiang & Wang, 2021[4]
- Stenotothorax Schmidt, 1913
- Strigodius Gordon & Skelley, 2007
- Tetraclipeoides Schmidt, 1913
- Teuchestes Mulsant, 1842
- Trichonotulus Bedel, 1911
- Xeropsamobeus Saylor, 1937

### Ouvrages
- (en) R. H., Jr. Arnett, M. C. Thomas, P. E. Skelley et J. H. Frank, American Beetles, Volume II: Polyphaga: Scarabaeoidea through Curculionoidea, Boca Raton, Floride, CRC Press LLC, 21 juin 2002
- (en) Ross H. Arnett, American Insects: A Handbook of the Insects of America North of Mexico, CRC Press, 2000
- (en) Richard E. White, Peterson Field Guides: Beetles, Houghton Mifflin Company., 1983